# جيري أبيل
جيري أبيل (بالإنجليزية: Gerry Abel)‏ هو لاعب هوكي الجليد أمريكي، ولد في 25 ديسمبر 1944 في ديترويت في الولايات المتحدة.

## وصلات خارجية
- جيري أبيل على موقع دوري الهوكي الوطني (الإنجليزية)
- جيري أبيل على موقع قاعة مشاهير الهوكي (لاعب أن.إتش.أل) (الإنجليزية)
- جيري أبيل على موقع EliteProspects.com (الإنجليزية)
- جيري أبيل على موقع HockeyDB.com (الإنجليزية)
- جيري أبيل على موقع Hockey-Reference.com (الإنجليزية)